# بخش پیلا
بخش پیلا (به اسپانیایی: Partido de Pila) یک منطقهٔ مسکونی در آرژانتین است که در استان بوئنوس آیرس واقع شده‌است. بخش پیلا ۳٬۴۵۳ کیلومتر مربع مساحت و ۳٬۳۱۸ نفر جمعیت دارد.